# HD 98221
HD 98221，又名CD-34 7345，SAO 202289、HR 4373，是一颗恒星，视星等为6.45，位于銀經281.91，銀緯24.28，其B1900.0坐标为赤經11h 12m 49.6s，赤緯-34° 24.28′ 28″。